# Авиационные происшествия Аэрофлота 1938 года
Авиационные происшествия и инциденты, включая угоны, произошедшие с воздушными судами Главного управления гражданского воздушного флота при Совете народных комиссаров СССР («Аэрофлот») в 1938 году.

## Список
Отмечены происшествия и инциденты, когда воздушное судно было восстановлено.
| Дата                 | Место                                       | ВС      | Бортовой номер | Управление                              | Жертв | Описание | И      |
| -------------------- | ------------------------------------------- | ------- | -------------- | --------------------------------------- | ----- | --- | ------ |
| 5 апреля 1938 года   | Онежское озеро, 3 км С Василисиной Пристани | СП      | Л1779          | Северное                                | 3/3   | При манёвре в условиях белой мглы перешёл в скольжение и потеряв высоту врезался в лёд озера                     | [ 1 ]  |
| 2 мая 1938 года      | Царичанка, Днепропетровская область         | СП      | Л2056          | Украинское                              | 2/3   | При катании сотрудников милиции из-за воздушного хулиганства пилота сорвался в штопор и врезался в землю         | [ 2 ]  |
| 22 июня 1938 года    | Строгино, Кунцевский район                  | Сталь-3 | Л1206          | 4-й Московский авиационный техникум ГВФ | 6/6   | При заходе на посадку из-за ошибок в пилотировании потерял скорость и упал на деревню                            | [ 3 ]  |
| 24 июня 1938 года    | Ново-Ургенч                                 | АП      | А512           | Узбекское                               | 1/2   | При полёте на малой высоте над городом выполняя разворот перешёл в скольжение и потеряв высоту врезался в дерево | [ 4 ]  |
| 16 июля 1938 года    | Киев, близ аэродрома завода № 43            | УТ-2    | К253           | Украинская АГ санавиации                | 2/2   | В тренировочном полёте из-за ошибок в пилотировании сорвался в штопор и упал на землю                            | [ 5 ]  |
| 1 сентября 1938 года | 7—8 км СВ Новосибирска                      | П-5     | Л1900          | Западно-Сибирское                       | 1/1   | После взлёта при полёте на малой высоте в тумане отклонился от курса и врезался в растяжку мачты ШВРС            | [ 6 ]  |
| 1 сентября 1938 года | Батайск                                     | У-2     | Л956           | 1-я авиашкола ГВФ                       | 1/2   | Столкновение в воздухе в ходе разворота при тренировочном полёте строем                                          | [ 7 ]  |
| 1 сентября 1938 года | Батайск                                     | У-2     | Ш924           | 1-я авиашкола ГВФ                       | 1/2   | Столкновение в воздухе в ходе разворота при тренировочном полёте строем                                          | [ 8 ]  |
| 5 сентября 1938 года | Сальяны                                     | АП      | А774           | Азербайджанская АГ                      | 1/3   | При уходе на второй круг на малой высоте из-за ошибок в пилотировании сорвался в штопор и врезался в землю       | [ 9 ]  |
| 13 октября 1938 года | Наурская                                    | АП      | А988           | Азово-Черноморское Кавказское           | 4/4   | При развороте на малой высоте перешёл в скольжение и врезался в землю                                            | [ 10 ] |
| 26 декабря 1938 года | Сузакский район, 45 км Ю Чулаккургана       | АП      | А701           | Южно-Казахстанское                      | 1/3   | При полёте на малой высоте в СМУ врезался в гору                                                                 | [ 11 ] |